# توماس بارتولین
توماس بارتولین (۲۰ اکتبر ۱۶۱۶ – ۴ دسامبر ۱۶۸۰) پزشک، ریاضیدان و متکلم دانمارکی بود. وی بیشتر به خاطر کارهایش در کشف سیستم لنفاوی در انسان و پیشرفت‌های وی در تئوری بیهوشی برودتی شناخته شده‌است، اولین کسی که آن را به صورت علمی توصیف می‌کند. توماس بارتولین از خانواده ای متولد شده‌است که به دلیل دانشمندان پیشگام خود مشهور شده‌است، دوازده نفر از آنها استاد داشنگاه کپهانگ بودند. سه نسل از خانواده بارتولین در سده‌های ۱۷ و ۱۸ میلادی در علوم و علوم آناتومیک سهم بسزایی داشتند:
پدر توماس بارتولین، کاسپار بارتولین بزرگان (۱۶۱۵–۱۵۸۵)، برادرش راسموس بارتولین جوان (۱۶۵۹ – ۱۶۹۰) استاد تاریخ در دانشگاه کپهانگ شد و بعداً به عنوان پادشاه دبیر و ربیر سلطنتی به بایگانی سلطنتی منصوب شد.

## زندگی شخصی
توماس بارتولین دوم از شش پسر کاسپار بارتولین بزرگان، پزشک متولد شده در مالمو، اسکانیا و همسرش آن فین بود. بارتولین بزرگان نخستین اثر آناتومیک جمع‌آوری شده را در سال ۱۶۱۱ منتشر کرد. این اثر بعداً توسط توماس بارتولین تقویت شد، مصور و تجدید نظر شد و به مرجع استاندارد آناتومی تبدیل شد. پسر به ویژه در مورد تئوری هاروی در مورد گردش خون و سیستم لنفاوی اضافه کرد. بارتولین در سال ۱۶۴۴ از گیاه‌شناس ایتالیایی «پیتر کستولی» در «مسینا» بازدید کرد. در سال ۱۶۶۴ بارتولین «هاگستگارد» را خریداری کرد که در سال ۱۶۷۰ از جمله کتابخانه وی به آتش کشیده شد و با از دست دادن بسیاری از نسخه‌ها همراه بود. پادشاه کریستین پنجم دانمارک بارتولین را به عنوان پزشک خود با حقوق قابل توجهی منصوب کرد و مزرعه را از پرداخت مالیات به عنوان پاداش خسارت آزاد کرد. در سال ۱۶۸۰ سلامت بارتولین ناکام ماند، مزرعه فروخته شد و او دوباره به کپهانگ رفت، جایی که در گذشت. وی در وور فروه کرک (کلیسای بانوی ما) به خاک سپرده شد. «بارتولینزگید» خیابانی در کپهانگ، برای این خانواده نامگذاری شده‌است. در نزدیکی انستیتوی بارتولین (مؤسسه بارتولین) قرار دارد.

## مشارکت در تحقیقات پزشکی
در دسامبر ۱۶۵۲، بارتولین اولین توضیحات کامل در مورد سیستم لنفاوی انسان را منتشر کرد. ژان پیکت پیش از این در سال ۱۶۵۱ به سیستم لنفاوی در حیوانات اشاره کرده بود و کشف پیککت از مجرای سینه و ورود آن به رگها، وی را به عنوان اولین کسی معرفی کرد که مسیر صحیح مایعات لنفاوی به خون را توصیف می‌کند. اندکی پس از انتشار یافته‌های پکیت و بارتولین، کشف مشابهی از سیستم لنفاوی انسان توسط اولوف رودبک در سال ۱۶۵۳ منتشر شد، اگرچه رودبک یافته‌های خود را در آوریل-مه ۱۶۵۲ قبل از بارتولین در دادگاه ملکه کریستینا سوئد ارائه کرده بود، اما تألیف در نوشتن در مورد آن تا سال ۱۶۵۳ (بعد از بارتولین). در نتیجه، یک اختلاف عمده در اولویت قرار گرفت. نیلز استنسن یا استنو مشهورترین شاگرد او شدند.انتشار توماسDe nivis usu medico Observeses variae شامل اولین ذکر شده در مورد بیهوشی برودتی، تکنیکی است که اختراع آن توماس بارتولین به مارکو ائورلیو سورینو ایتالیایی ناپل اعتبار می‌دهد. به گفته بارتولین سورینو اولین کسی بودکه استفاده از مخلوط‌های انجماد برف و یخ را ارایه می‌داد(۱۶۴۶) و توماس بارتولین در ابتدا در بازدید از ناپل از این تکنیک از او مطلع شد. سندرم بارتولین-پاتائو، که برای اولین بار توسط توماس بارتولین توضیح داده شد، یک سندرم مادرزادی از ناهنجاری‌های متعدد است که توسط تریزومی ۱۳. ایجاد می‌شود. کاسپار بارتولین بزرگان، پدر توماس بارتولین. برادرش راسموس بارتولین؛ و پسرش کاسپار بارتولین جوان (که برای اولین بار "غدد بارتولین را توصیف کرده بود)، همگی از طریق کشف آنها در ساختارها و پدیده‌های مهم آناتومیکی به تمرین طب مدرن کمک کردند. بارتولین بزرگان دوره ریاست خود را به عنوان استاد دانشگاه کپنهاگ در سال ۱۶۱۳ آغاز کرد و طی ۱۲۵ سال دیگر، دستاوردهای علمی بارتولینز ضمن خدمت در دانشکده پزشکی دانشگاه کپنهاگ، تحسین بین‌المللی را به دست آورد و به شهرت این مؤسسه کمک کرد.

## سندرم بارتولین-پاتائو
سندرم پاتو حضور یک کروموزوم اضافی ۱۳ در سلول است؛ در نتیجه به‌جای دو نسخه از یک کروموزم سه نسخه از آن وجود دارد. تریزومی معمولاً در اثر اشتباه در مرحله جداشدن کروموزوم‌های هومولوگ در میوز (یا پدر یا مادر) اتفاق می‌افتد. سندرم پاتو بیماری بسیار نادری است و حدود یک در هر ۲۰٬۰۰۰ تولد زنده روی می‌دهد. در این بیماری ناهنجاریهای مغزی (مانند عقب ماندگی ذهنی و میکروسفالی)، ناهنجاریهای عضلانی اسکلتی و پوستی (پلی داکتیلی و لب‌شکری) و ادراری مشاهده می‌شود.

## دستگاه لنفاوی
دستگاه تنابه‌ای (لنفاوی) در مهره داران وجود دارد و از لوله‌های لنفاوی و گره‌های لنفی مثل طحال و لوزه‌ها تشکیل شده‌است. در انسان این دستگاه در سیستم ایمنی بدن، جذب و انتقال چربی و جذب آب میان بافتی کارکرد دارد.

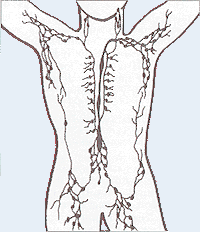
دستگاه لنفاوی

رگ‌های لنفی آوران مویرگ‌های لنفی همواره به داخل رگ‌های لنفی بزرگتر تخلیه می‌شوند. این رگ‌های لنفی، دریچه‌هایی برای اطمینان از جاری شدن یک طرفهٔ مایع لنفی به خارج از بافت‌ها و به اطراف گره‌های لنفی دارند، و از این نظر مانند سیاه رگ‌ها عمل می‌کنند. امّا مویرگ‌ها دریچه‌های بیشتر و نیز دیواره‌های نازک تری دارند. چون رگ‌های لنفی ممکن است باکتری‌ها را از محل بافت عفونی زه کشی کنند، احتال دارد گاهی اوقات در مسیر رگ لنفی خطی از التهاب را ببینیم. این ویژگی کلینیکی اساسی است و ممکن است نشاندهندهٔ پخش عفونت باشد. رگ‌های لنفی وابران رگ‌هایی که آب میان بافتی را از گره‌های لنفی به جاهای دیگر حمل می‌کنند، وابران نامیده می‌شود. از آن جایی که آب میان بافتی با عبور از گرهٔ لنفی تصفیه می‌شود، دایماً استریل است. رگ‌های لنفی وابران به هم می‌پیوندند تا رگ‌های تخلیه کنندهٔ بزرگ‌تر که تنه‌ها نامیده می‌شوند را به وجود آورند. تنه‌ها از طرف راست قفسهٔ سینه، بازوی راست و قسمت راست گردن به یکدیگر ملحق می‌شوند و مجرای لنفاوی راست را تشکیل می‌دهند و محتویات خود را به سیاه رگ زیر ترقوهٔراست که دقیقاً زیر ترقوه قرار دارد، تخلیّه می‌کنند و گره‌های لنفی گره‌های لنفی در سراسر بدن وجود دارند ولی بیشتر در زیر بغل و کشالهٔ ران جا گرفته‌اند. هم چنین شمار زیادی از گره‌های لنفی داخلی در قفسهٔ سینه و شکم وجود دارند.

## آثار منتخب
```
صلیب مسیح
```

```
پزشکان گفتمان شعر است
```

```
نوار نامه
```

```
تحویل راه‌های غیر معمول انسان
```

```
ریه‌ها از کالا و جنبش است
```

```
دانمارکی طب داخلی
```

```
جمع‌آوری و پایان‌نامه در بحث‌های مختلف است
```

```
آناتومی
```

```
نادر تشریحی
```

```
محبوب بیماری کتاب مقدس پزشکی
```

کتاب‌خانه‌ها